# Roc Nation
Roc Nation – amerykańskie przedsiębiorstwo rozrywkowe, zajmujące się menedżmentem i publikacją muzyki, założone przez Shawna "Jaya-Z" Cartera.

## Koncepcja
Jay-Z, po opuszczeniu Def Jam, podpisał kontrakt z Live Nation, który umożliwił mu założenie własnej wytwórni Roc Nation. Raper postanowił jednak zmienić tradycyjny model biznesowy i utworzyć kompleksowe przedsiębiorstwo rozrywkowe. Roc Nation podpisała umowę z Sony Music Entertainment, która stała się jej dystybutorem. Poza tym Roc Nation współpracuje z innymi wytwórniami, np. album Jaya-Z The Blueprint 3 wydany został we współpracy z Atlantic Records.

## Artyści
Artyści z podpisanymi kontraktami
- Jay-Z
- J. Cole
- Rihanna
- Beyonce
- Kylie Minogue
- Sugababes
- Bridget Kelly
- The Ting Tings
- Willow Smith

Artyści, których menedżmentem zajmuje się Roc Nation
- Wale
- Melanie Fiona